# Elecciones legislativas de Argentina de 1991
Las elecciones legislativas de Argentina de 1991 se realizaron entre agosto y diciembre del mencionado año, las primeras durante el mandato de Carlos Menem. Se renovó la mitad de la Cámara de Diputados de la Nación, todos los gobernadores, además de numerosos cargos a nivel provincial y municipal, como la mitad del Concejo Deliberante de la Ciudad de Buenos Aires. La elección se desarrolló en forma desdoblada en cuatro fechas, el domingo 11 de agosto, el domingo 8 de septiembre, el domingo 27 de octubre y domingo 1 de diciembre. Fue la primera vez que Tierra del Fuego eligió gobernador tras su provincialización.
El Partido Justicialista, en el gobierno desde julio de 1989, obtuvo una estrecha victoria con poco más del 44% de los votos en la Provincia de Buenos Aires, y 66 de los 127 diputados en juego. Sin embargo, no obtuvo mayoría absoluta propia. El principal partido de la oposición, la Unión Cívica Radical (UCR), no se benefició del mal desempeño del PJ y también perdió representación (aunque menos que su rival) y votos. Un ahora aliado del menemismo, la derechista Unión del Centro Democrático (UCeDé), la principal fuerza alternativa a los partidos tradicionales, también se vio afectada por una debacle y perdió diputados.
En la renovación legislativa, el Partido Justicialista se impuso en las provincias de Buenos Aires, Chubut, Entre Ríos, Formosa, Jujuy, La Pampa, La Rioja, Mendoza, Misiones, San Juan, San Luis, Santa Cruz, Santa Fe y Tucumán. La Unión Cívica Radical ganó en Capital Federal, Córdoba, Río Negro y Santiago del Estero. En Catamarca ganó el Frente Cívico y Social, una alianza de la Unión Cívica Radical con fuerzas provinciales. En las demás provincias se impusieron fuerzas locales, como el Movimiento Popular Neuquino en Neuquén, el Movimiento Popular Fueguino en la recientemente constituida Tierra del Fuego, el Partido Renovador en Salta, el Pacto Autonomista - Liberal en Corrientes y el Acción Chaqueña en Chaco.
Mientras que el bipartidismo se redujo considerablemente, ninguna de las alternativas nacionales existentes hasta entonces lograron beneficiarse del voto descontento, y muchas de hecho sufrieron sus propias debacles independientes de las del PJ y la UCR. Destacó el hecho de que las fuerzas que capitalizaron el revés bipartidista fueron partidos de carácter provincial que habían sido recientemente fundados, la mayoría de ideología centrista o conservadora. Además, el voto hacia listas conformadas por políticos nostálgicos de la última dictadura militar o directamente exfuncionarios de la misma se incrementó considerablemente, destacándose el MODIN en Buenos Aires, liderado por Aldo Rico. En Salta resultó elegido constitucionalmente el exgobernador de facto durante el régimen, Roberto Ulloa, del Partido Renovador (PRS), por aplastante margen; mientras que en Tucumán, Antonio Domingo Bussi, de Fuerza Republicana (FR) y también exgobernador de facto, estuvo muy cerca de derrotar al justicialista Ramón Palito Ortega. En Chaco, aunque el antiguo líder militar José Ruiz Palacios no fue el candidato a gobernador, el partido fundado por él, Acción Chaqueña, se impuso con Rolando Tauguinas como candidato.

## Reglas electorales
Las reglas electorales fundamentales que rigieron la elección legislativa fueron establecidas en el texto constitucional entonces vigente (Reforma constitucional 1957) y la Ley N.º 22.838 del 23 de junio de 1983, sancionada por el dictador Reynaldo Bignone "en uso de las atribuciones conferidas el Estatuto para el Proceso de Reorganización Nacional".
Las principales reglas electorales para la elección legislativa fueron:
- Representación proporcional mediante sistema d'Hondt por listas cerradas en distritos plurinominales.
- No participan en la asignación de cargos las listas que no logren un mínimo del 3% del padrón electoral del distrito
- Un mínimo de cinco diputados por distrito.

## Cargos a elegir
| Provincia           | Fecha                   | Bancas totales | A renovar |
| ------------------- | ----------------------- | -------------- | --------- |
| Buenos Aires        | 8 de septiembre de 1991 | 70             | 35        |
| Capital Federal     | 8 de septiembre de 1991 | 25             | 12        |
| Catamarca           | 1 de diciembre de 1991  | 5              | 2         |
| Chaco               | 27 de octubre de 1991   | 7              | 3         |
| Chubut              | 8 de septiembre de 1991 | 5              | 3         |
| Córdoba             | 8 de septiembre de 1991 | 18             | 9         |
| Corrientes          | 27 de octubre de 1991   | 7              | 4         |
| Entre Ríos          | 8 de septiembre de 1991 | 9              | 4         |
| Formosa             | 8 de septiembre de 1991 | 5              | 3         |
| Jujuy               | 27 de octubre de 1991   | 6              | 3         |
| La Pampa            | 8 de septiembre de 1991 | 5              | 2         |
| La Rioja            | 27 de octubre de 1991   | 5              | 3         |
| Mendoza             | 8 de septiembre de 1991 | 10             | 5         |
| Misiones            | 8 de septiembre de 1991 | 7              | 4         |
| Neuquén             | 8 de septiembre de 1991 | 5              | 2         |
| Río Negro           | 27 de octubre de 1991   | 5              | 3         |
| Salta               | 27 de octubre de 1991   | 7              | 4         |
| San Juan            | 11 de agosto de 1991    | 6              | 3         |
| San Luis            | 11 de agosto de 1991    | 5              | 2         |
| Santa Cruz          | 8 de septiembre de 1991 | 5              | 2         |
| Santa Fe            | 27 de octubre de 1991   | 19             | 10        |
| Santiago del Estero | 27 de octubre de 1991   | 7              | 4         |
| Tierra del Fuego    | 1 de diciembre de 1991  | 5              | 3         |
| Tucumán             | 8 de septiembre de 1991 | 9              | 5         |
| Total               | Total                   | 257            | 130       |

## Contexto histórico
Elegido por un margen abrumador en 1989, en medio de una fuerte hiperinflación con disturbios y saqueos, el justicialista Carlos Menem tuvo un comienzo difícil en su administración, marcado por un plan de estabilización temprana que había fracasado en diciembre y una serie de escándalos de corrupción en torno a sus liberales suegros. Después de que se había logrado una estabilidad tentativa para fines de 1990, una nueva crisis cambiaria en enero de 1991 llevó a Menem a transferir a su ministro de Relaciones Exteriores, Domingo Cavallo, al Ministerio de Economía. A Cavallo, un economista poco ortodoxo recordado por haber rescindido el Banco Central de la República Argentina, se le encomendó llevar estabilidad a la triturada moneda de Argentina, el austral, y comenzar la reparación de las relaciones casi inexistentes de Argentina con sus acreedores extranjeros (debido a atrasos de miles de millones de deuda externa desde 1988) y la considerable clase alta del país (que poseía más de $50 mil millones en activos en el exterior).
Respaldado en parte por un excedente comercial de 8 mil millones de US$ en 1990 y en parte por la suposición de que las políticas de libre mercado de Menem alentarían una ola de inversión extranjera directa, el Plan de Convertibilidad de Cavallo vinculó la moneda argentina al dólar estadounidense, liderando una fuerte caída en las tasas de interés locales y en la recuperación de los depósitos locales y los préstamos; deprimiendo la economía poco después de la presentación del plan el 27 de marzo de 1991. La estabilidad de la moneda condujo en particular a una menor inflación, que cayó del 1,350% en 1990 al 84% en 1991; los precios subieron 1.3% en el mes de agosto (el menor crecimiento desde 1974) y el excéntrico Menem, hasta entonces impopular, vio su nivel de aprobación dispararse considerablemente. Sin embargo, el giro de Menem contra la doctrina oficial del Partido Justicialista, conocido por su apoyo hacia las leyes laborales y su defensa de las empresas estatales en detrimento del sector privado, (políticas implementadas por el fundador del partido, Juan Domingo Perón) llevó a que muchos miembros del PJ se separaran y presentaran listas de "peronistas disidentes". Aunque muchas tuvieron un buen desempeño a nivel distrital, ninguna representó una amenaza para el oficialismo.

## Resultados
El polémico divorcio de Menem con su esposa, Zulema Fátima Yoma, después de veinticinco años de casados; informes de corrupción masiva en torno a sus parientes políticos y la renuncia bajo acusación de su Ministro de Obras Públicas y gurú de las privatizaciones, Roberto Dromi, no pudieron eclipsar el clima económico favorable entre el electorado en general. Sin embargo, la victoria del PJ en las elecciones intermedias de 1991 fue más relativa que absoluta: mientras que el justicialismo logró obtener el quorum legislativo, perdió tres de las diecisiete gobernaciones que había obtenido en 1987. De hecho, lo único de lo que el PJ podía jactarse al finalizar los comicios era haber aumentado su diferencia porcentual con respecto a la UCR, que perdió 8 diputados y recibió menos del 30% de los votos. En la provincia de Buenos Aires, el antiguo carapintada Aldo Rico concurrió con su partido, el Movimiento por la Dignidad y la Independencia, y logró traducir el enojo de los votantes en las crecientes tasas de inmigración ilegal y criminalidad al obtener 543.375 votos (9,24% en la provincia y 3,45% a nivel nacional) y tres diputados nacionales.
|  | 16,69 % |

|  | 5,42 % |

|  | 4,71 % |

|  | 3,45 % |

|  | 3,28 % |

|  | 1,72 % |

|  | 1,62 % |

|  | 0,81 % |

|  | 0,51 % |

|  | 0,48 % |

|  | 0,47 % |

|  | 0,46 % |

|  | 0,42 % |

|  | 0,31 % |

|  | 0,30 % |

|  | 0,12 % |

|  | 0,05 % |

|  | 0,05 % |

|  | 0,01 % |

|  | 40,86 % |

|  | 27,65 % |

|  | 0,83 % |

|  | 0,38 % |

|  | 28,86 % |

|  | 5,14 % |

|  | 0,95 % |

|  | 0,15 % |

|  | 0,00 % |

|  | 6,24 % |

|  | 0,78 % |

|  | 0,76 % |

|  | 1,44 % |

|  | 1,01 % |

|  | 0,44 % |

|  | 0,26 % |

|  | 0,20 % |

|  | 0,18 % |

|  | 0,13 % |

|  | 0,11 % |

|  | 0,09 % |

|  | 0,07 % |

|  | 0,03 % |

|  | 0,02 % |

|  | 0,02 % |

|  | 0,02 % |

|  | 0,01 % |

|  | 0,01 % |

|  | 0,01 % |

|  | 0,01 % |

|  | 0,01 % |

|  | 0,01 % |

|  | 0,01 % |

|  | 0,00 % |

|  | 0,00 % |

|  | 0,00 % |

|  | 0,00 % |

|  | 5,63 % |

|  | 3,45 % |

|  | 1,20 % |

|  | 1,01 % |

|  | 0,52 % |

|  | 0,32 % |

|  | 0,07 % |

|  | 3,12 % |

|  | 1,21 % |

|  | 0,70 % |

|  | 0,14 % |

|  | 0,02 % |

|  | 0,05 % |

|  | 0,04 % |

|  | 0,01 % |

|  | 0,00 % |

|  | 0,00 % |

|  | 0,00 % |

|  | 0,00 % |

|  | 2,17 % |

|  | 1,70 % |

|  | 0,10 % |

|  | 1,80 % |

|  | 1,06 % |

|  | 0,88 % |

|  | 0,85 % |

|  | 0,64 % |

|  | 0,51 % |

|  | 0,49 % |

|  | 0,47 % |

|  | 0,38 % |

|  | 0,32 % |

|  | 0,02 % |

|  | 0,01 % |

|  | 0,01 % |

|  | 0,01 % |

|  | 0,00 % |

|  | 0,37 % |

|  | 0,26 % |

|  | 0,12 % |

|  | 0,38 % |

|  | 0,19 % |

|  | 0,17 % |

|  | 0,15 % |

|  | 0,15 % |

|  | 0,10 % |

|  | 0,04 % |

|  | 0,00 % |

|  | 0,14 % |

|  | 0,11 % |

|  | 0,09 % |

|  | 0,08 % |

|  | 0,07 % |

|  | 0,07 % |

|  | 0,07 % |

|  | 0,06 % |

|  | 0,04 % |

|  | 0,04 % |

|  | 0,04 % |

|  | 0,03 % |

|  | 0,03 % |

|  | 0,03 % |

|  | 0,02 % |

|  | 0,02 % |

|  | 0,02 % |

|  | 0,02 % |

|  | 0,02 % |

|  | 0,02 % |

|  | 0,02 % |

|  | 0,02 % |

|  | 0,01 % |

|  | 0,01 % |

|  | 0,01 % |

|  | 0,01 % |

|  | 0,01 % |

|  | 0,01 % |

|  | 0,01 % |

|  | 0,01 % |

|  | 0,00 % |

|  | 0,00 % |

|  | 0,00 % |

|  | 0,00 % |

|  | 0,00 % |

|  | 0,00 % |

|  | 0,00 % |

|  | 93,97 % |

|  | 4,98 % |

|  | 0,76 % |

|  | 0,29 % |

|  | 80,41 % |

|  | 100 % |

## Resultados por provincia
|  | 44,63 % |

|  | 23,12 % |

|  | 9,24 % |

|  | 7,84 % |

|  | 2,71 % |

|  | 2,70 % |

|  | 2,47 % |

|  | 2,36 % |

|  | 2,09 % |

|  | 0,86 % |

|  | 0,69 % |

|  | 0,47 % |

|  | 0,25 % |

|  | 0,23 % |

|  | 0,17 % |

|  | 0,11 % |

|  | 0,07 % |

|  | 93,09 % |

|  | 6,10 % |

|  | 0,81 % |

|  | 82,45 % |

|  | 100 % |

|  | 40,35 % |

|  | 29,02 % |

|  | 8,63 % |

|  | 6,39 % |

|  | 3,73 % |

|  | 1,59 % |

|  | 1,52 % |

|  | 1,36 % |

|  | 1,34 % |

|  | 1,23 % |

|  | 1,19 % |

|  | 0,60 % |

|  | 0,58 % |

|  | 0,47 % |

|  | 0,44 % |

|  | 0,41 % |

|  | 0,34 % |

|  | 0,31 % |

|  | 0,20 % |

|  | 0,18 % |

|  | 0,13 % |

|  | 96,30 % |

|  | 2,83 % |

|  | 0,87 % |

|  | 79,59 % |

|  | 100 % |

|  | 47,07 % |

|  | 36,86 % |

|  | 14,29 % |

|  | 0,96 % |

|  | 0,29 % |

|  | 0,28 % |

|  | 0,25 % |

|  | 96,25 % |

|  | 3,55 % |

|  | 0,20 % |

|  | 82,08 % |

|  | 100 % |

|  | 37,99 % |

|  | 36,64 % |

|  | 21,41 % |

|  | 1,56 % |

|  | 1,13 % |

|  | 0,55 % |

|  | 0,45 % |

|  | 0,26 % |

|  | 97,69 % |

|  | 2,07 % |

|  | 0,24 % |

|  | 76,75 % |

|  | 100 % |

|  | 47,33 % |

|  | 36,48 % |

|  | 8,35 % |

|  | 2,07 % |

|  | 1,97 % |

|  | 1,32 % |

|  | 0,80 % |

|  | 0,79 % |

|  | 0,52 % |

|  | 0,37 % |

|  | 89,62 % |

|  | 10,28 % |

|  | 0,00 % |

|  | 77,17 % |

|  | 100 % |

|  | 46,82 % |

|  | 34,86 % |

|  | 8,19 % |

|  | 5,33 % |

|  | 1,38 % |

|  | 0,94 % |

|  | 0,60 % |

|  | 0,48 % |

|  | 0,38 % |

|  | 0,29 % |

|  | 0,28 % |

|  | 0,27 % |

|  | 0,18 % |

|  | 94,65 % |

|  | 4,95 % |

|  | 0,40 % |

|  | 83,57 % |

|  | 100 % |

|  | 43,32 % |

|  | 33,42 % |

|  | 14,88 % |

|  | 3,65 % |

|  | 3,62 % |

|  | 0,38 % |

|  | 0,24 % |

|  | 0,20 % |

|  | 0,17 % |

|  | 0,12 % |

|  | 0,00 % |

|  | 97,89 % |

|  | 1,60 % |

|  | 0,51 % |

|  | 78,74 % |

|  | 100 % |

|  | 49,49 % |

|  | 44,19 % |

|  | 4,24 % |

|  | 1,41 % |

|  | 0,67 % |

|  | 93,85 % |

|  | 5,77 % |

|  | 0,39 % |

|  | 85,01 % |

|  | 100 % |

|  | 44,34 % |

|  | 33,97 % |

|  | 18,55 % |

|  | 1,59 % |

|  | 0,41 % |

|  | 0,28 % |

|  | 0,24 % |

|  | 0,22 % |

|  | 0,22 % |

|  | 0,18 % |

|  | 95,63 % |

|  | 3,82 % |

|  | 0,56 % |

|  | 78,00 % |

|  | 100 % |

|  | 39,85 % |

|  | 26,94 % |

|  | 20,62 % |

|  | 8,42 % |

|  | 1,57 % |

|  | 0,61 % |

|  | 0,60 % |

|  | 0,60 % |

|  | 0,45 % |

|  | 0,35 % |

|  | 90,29 % |

|  | 5,92 % |

|  | 0,91 % |

|  | 2,87 % |

|  | 74,83 % |

|  | 100 % |

|  | 48,27 % |

|  | 29,79 % |

|  | 16,92 % |

|  | 1,38 % |

|  | 1,10 % |

|  | 1,07 % |

|  | 0,96 % |

|  | 0,50 % |

|  | 93,98 % |

|  | 5,64 % |

|  | 0,38 % |

|  | 87,32 % |

|  | 100 % |

|  | 62,97 % |

|  | 24,14 % |

|  | 8,46 % |

|  | 1,66 % |

|  | 0,77 % |

|  | 0,75 % |

|  | 0,65 % |

|  | 0,32 % |

|  | 0,21 % |

|  | 0,06 % |

|  | 79,51 % |

|  | 2,82 % |

|  | 0,87 % |

|  | 16,80 % |

|  | 80,00 % |

|  | 100 % |

|  | 49,99 % |

|  | 30,22 % |

|  | 14,43 % |

|  | 1,90 % |

|  | 1,09 % |

|  | 0,59 % |

|  | 0,46 % |

|  | 0,30 % |

|  | 0,27 % |

|  | 0,26 % |

|  | 0,20 % |

|  | 0,18 % |

|  | 0,11 % |

|  | 95,03 % |

|  | 4,38 % |

|  | 0,59 % |

|  | 84,73 % |

|  | 100 % |

|  | 51,28 % |

|  | 43,98 % |

|  | 3,69 % |

|  | 0,41 % |

|  | 0,35 % |

|  | 0,29 % |

|  | 95,77 % |

|  | 3,74 % |

|  | 0,49 % |

|  | 77,47 % |

|  | 100 % |

|  | 50,55 % |

|  | 30,22 % |

|  | 14,56 % |

|  | 2,01 % |

|  | 1,04 % |

|  | 0,81 % |

|  | 0,81 % |

|  | 94,63 % |

|  | 4,53 % |

|  | 0,84 % |

|  | 84,04 % |

|  | 100 % |

|  | 38,42 % |

|  | 29,28 % |

|  | 17,02 % |

|  | 6,85 % |

|  | 2,79 % |

|  | 1,69 % |

|  | 1,61 % |

|  | 1,47 % |

|  | 0,87 % |

|  | 91,25 % |

|  | 6,52 % |

|  | 3,08 % |

|  | 70,59 % |

|  | 100 % |

|  | 53,62 % |

|  | 36,26 % |

|  | 7,60 % |

|  | 0,64 % |

|  | 0,42 % |

|  | 0,35 % |

|  | 0,28 % |

|  | 0,25 % |

|  | 0,20 % |

|  | 0,17 % |

|  | 0,13 % |

|  | 0,07 % |

|  | 93,88 % |

|  | 0,56 % |

|  | 0,73 % |

|  | 4,83 % |

|  | 76,43 % |

|  | 100 % |

|  | 31,58 % |

|  | 29,34 % |

|  | 29,27 % |

|  | 8,24 % |

|  | 1,36 % |

|  | 0,48 % |

|  | 0,31 % |

|  | 0,21 % |

|  | 0,20 % |

|  | 0,01 % |

|  | 95,80 % |

|  | 3,71 % |

|  | 0,49 % |

|  | 83,92 % |

|  | 100 % |

|  | 49,49 % |

|  | 38,20 % |

|  | 6,89 % |

|  | 1,51 % |

|  | 1,02 % |

|  | 0,79 % |

|  | 0,45 % |

|  | 0,44 % |

|  | 0,43 % |

|  | 0,40 % |

|  | 0,37 % |

|  | 96,06 % |

|  | 3,48 % |

|  | 0,46 % |

|  | 77,23 % |

|  | 100 % |

|  | 47,92 % |

|  | 37,08 % |

|  | 10,96 % |

|  | 1,19 % |

|  | 1,15 % |

|  | 0,99 % |

|  | 0,70 % |

|  | 85,24 % |

|  | 13,54 % |

|  | 1,22 % |

|  | 77,96 % |

|  | 100 % |

|  | 34,92 % |

|  | 27,14 % |

|  | 17,09 % |

|  | 9,21 % |

|  | 3,19 % |

|  | 1,75 % |

|  | 1,65 % |

|  | 1,28 % |

|  | 1,05 % |

|  | 1,00 % |

|  | 0,95 % |

|  | 0,46 % |

|  | 0,32 % |

|  | 91,98 % |

|  | 6,54 % |

|  | 1,48 % |

|  | 76,21 % |

|  | 100 % |

|  | 44,04 % |

|  | 27,02 % |

|  | 25,60 % |

|  | 2,03 % |

|  | 0,32 % |

|  | 0,30 % |

|  | 0,24 % |

|  | 0,18 % |

|  | 0,18 % |

|  | 0,10 % |

|  | 97,56 % |

|  | 0,49 % |

|  | 0,17 % |

|  | 1,79 % |

|  | 70,16 % |

|  | 100 % |

|  | 38,11 % |

|  | 31,11 % |

|  | 16,96 % |

|  | 3,92 % |

|  | 3,46 % |

|  | 1,28 % |

|  | 1,12 % |

|  | 1,08 % |

|  | 0,79 % |

|  | 0,77 % |

|  | 0,59 % |

|  | 0,46 % |

|  | 0,38 % |

|  | 88,84 % |

|  | 9,11 % |

|  | 0,00 % |

|  | 2,05 % |

|  | 66,79 % |

|  | 100 % |

|  | 47,00 % |

|  | 43,56 % |

|  | 5,75 % |

|  | 1,00 % |

|  | 0,68 % |

|  | 0,56 % |

|  | 0,40 % |

|  | 0,27 % |

|  | 0,20 % |

|  | 0,18 % |

|  | 0,15 % |

|  | 0,12 % |

|  | 0,12 % |

|  | 0,02 % |

|  | 94,04 % |

|  | 5,30 % |

|  | 0,66 % |

|  | 74,55 % |

|  | 100 % |

1. ↑  Renunció el 1 de agosto de 1994, lo reemplaza Santos Smith el 4 de agosto de 1994.
2. ↑  Falleció el 5 de abril de 1992, lo reemplaza Marco Aurelio Michelli el 30 de abril de 1992.
3. ↑  Renunció el 3 de marzo de 1994, lo reemplaza Marcela Alejandra Bianchi Silvestre el 13 de abril de 1994.
4. ↑  Renunció el 31 de enero de 1993, lo reemplaza Orlando Alberto Zicarelli el 10 de marzo de 1993.
5. ↑  Falleció el 16 de marzo de 1992, lo reemplaza Orlando Juan Gallo el 25 de marzo de 1992.
6. ↑  Falleció el 2 de septiembre de 1995, lo reemplaza Hernán D. Luna el 13 de septiembre de 1995.
7. ↑  Renunció el 10 de diciembre de 1992, lo reemplaza Elsa Kelly el 16 de diciembre de 1992.
8. ↑  Renunció el 24 de agosto de 1993, lo reemplaza Miguel García Moreno el 13 de octubre de 1993.
9. ↑  Renunció el 14 de febrero de 1994, lo reemplaza Elsa Ignacia Maidana el 23 de febrero de 1994.
10. ↑  Falleció el 23 de julio de 1994, lo reemplaza Luisa Cristina Donni el 28 de julio de 1994.
11. ↑  Falleció el 24 de junio de 1993, lo reemplaza José María Dámaso Antelo el 30 de junio de 1993.
12. ↑  Renunció el 28 de octubre de 1995, lo reemplaza Oscar Said Auad el 8 de noviembre de 1995.

## Consecuencias
El presidente del comité nacional de la UCR, Raúl Alfonsín, renunció el 10 de diciembre de ese mismo año por el rechazo que su caótico mandato presidencial (1983-1989) pareció arrojar sobre el partido en las elecciones. No obstante el radicalismo, con su crisis interna, arrebató al PJ las gobernaciones de Catamarca y Chubut. En la importante provincia de Buenos Aires, el justicialismo se consolidó, con el vicepresidente Eduardo Duhalde (que había renunciado a la vicepresidencia para alcanzar la gobernación) derrotando por un margen de 2 a 1 a Juan Carlos Pugliese, figura importante del radicalismo. Estas elecciones ayudaron a consolidar el tenue dominio de Menem sobre la presidencia, considerándose, según sus propias palabras "el día en que nació el menemismo".

## Boletas en Capital Federal

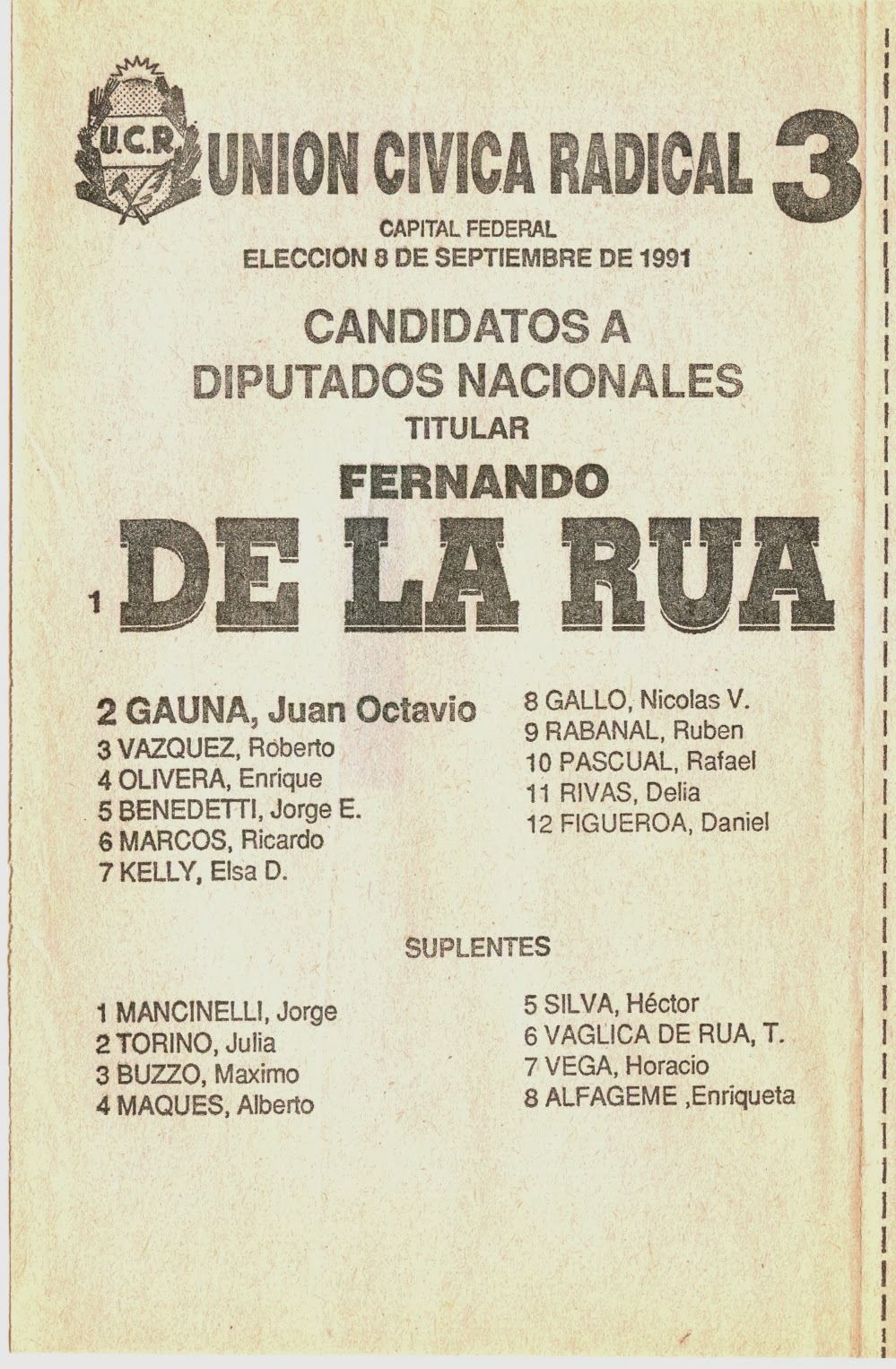
Unión Cívica Radical
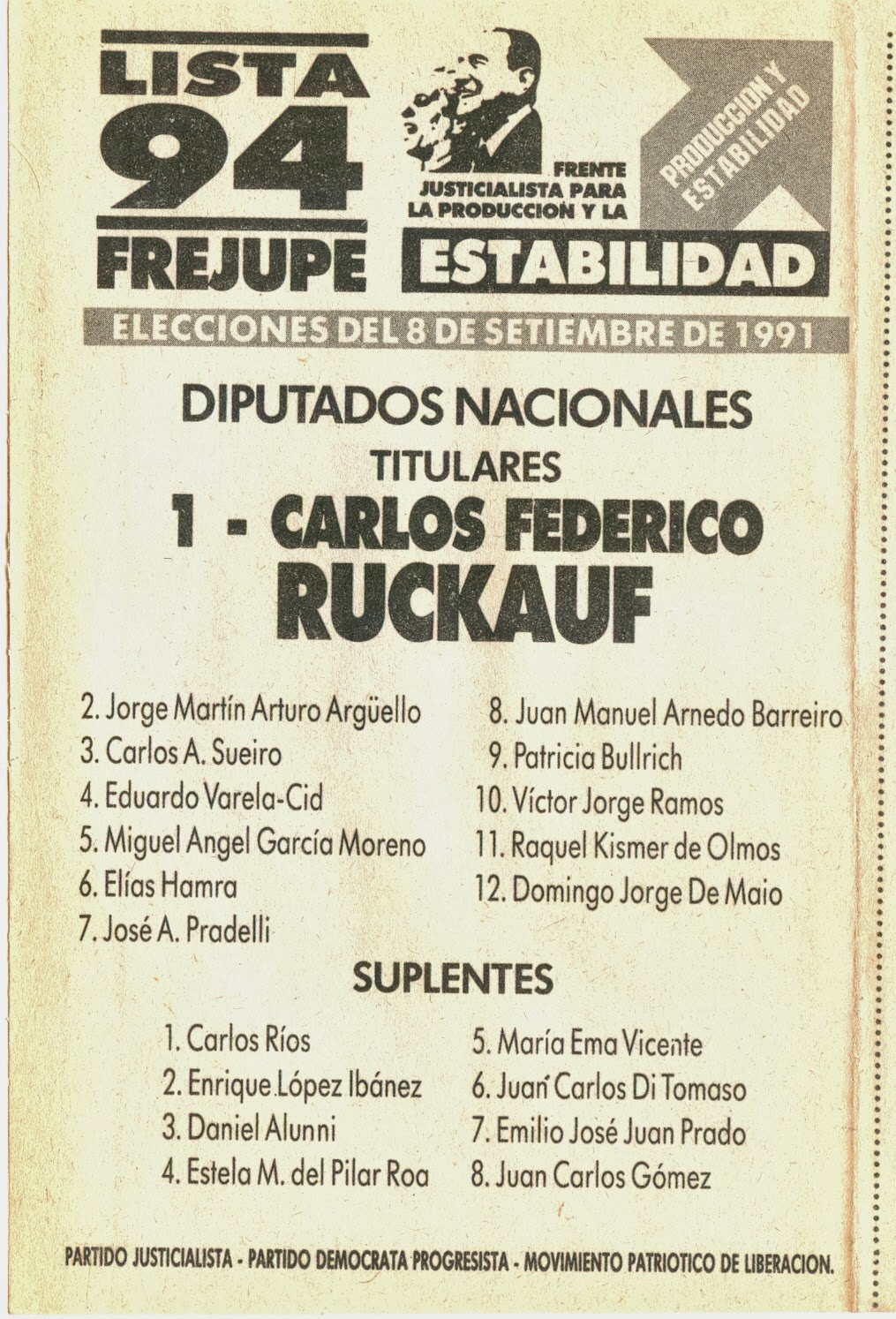
Frente Justicialista para la Producción y la Estabilidad
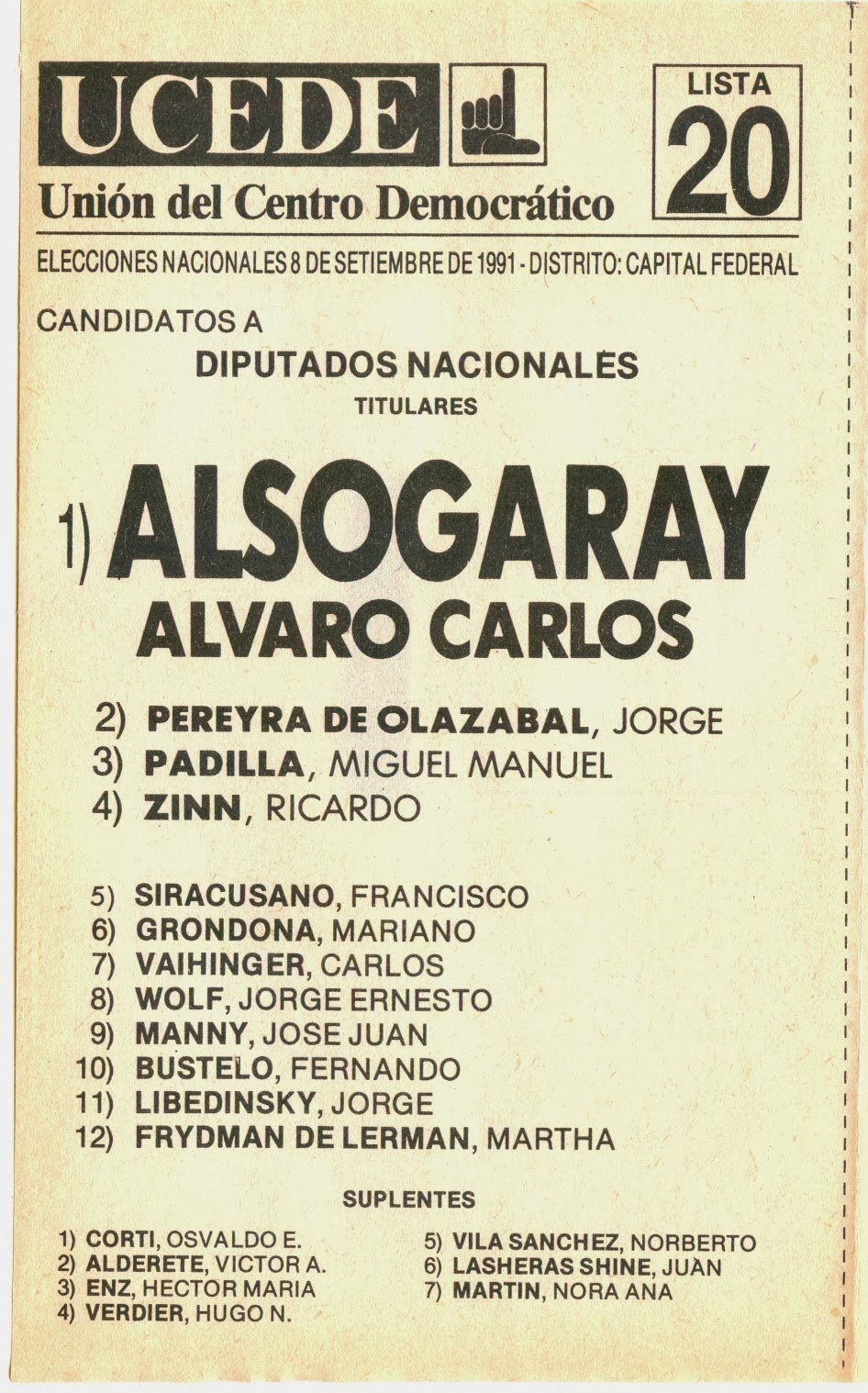
Unión del Centro Democrático
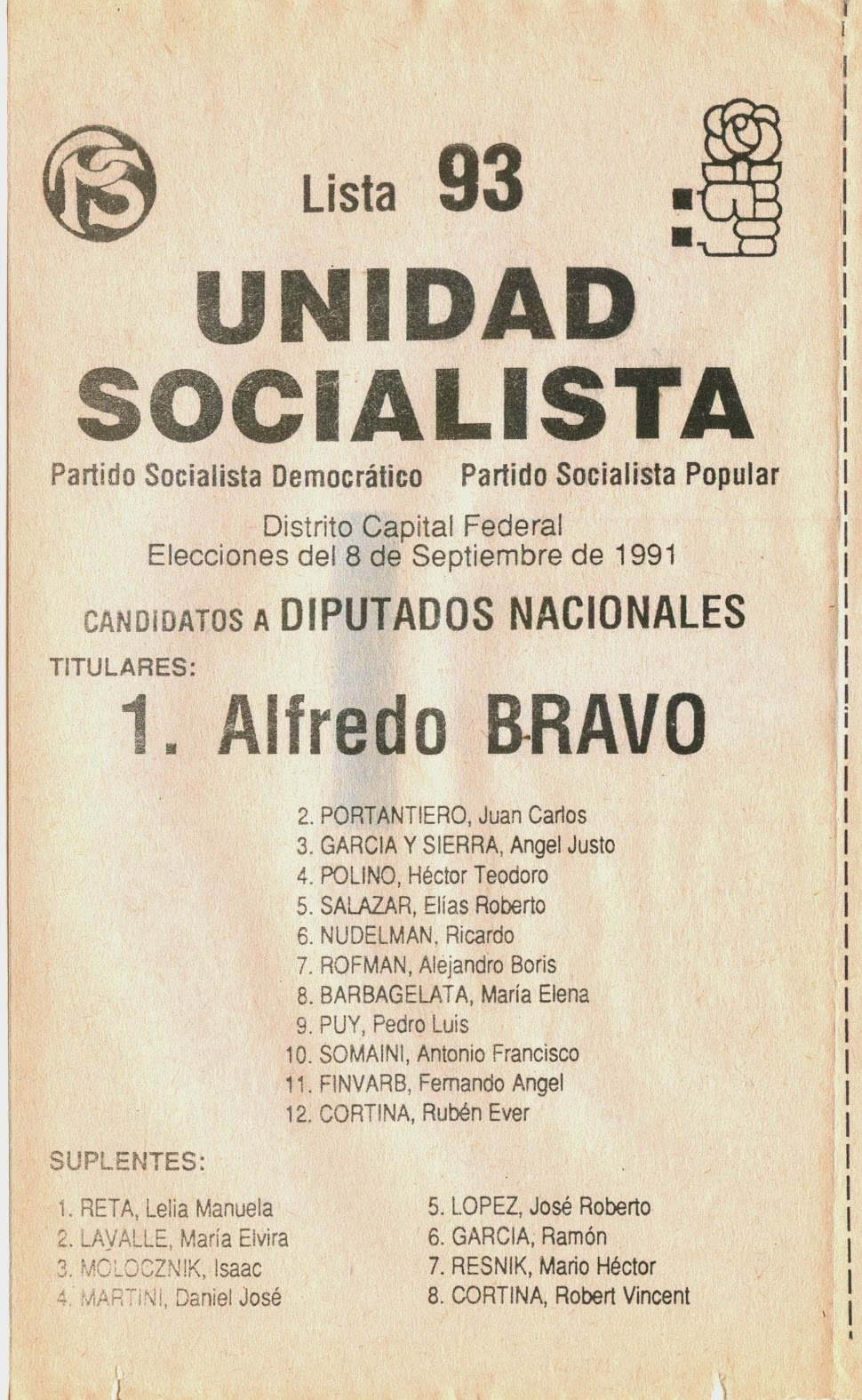
Unidad Socialista
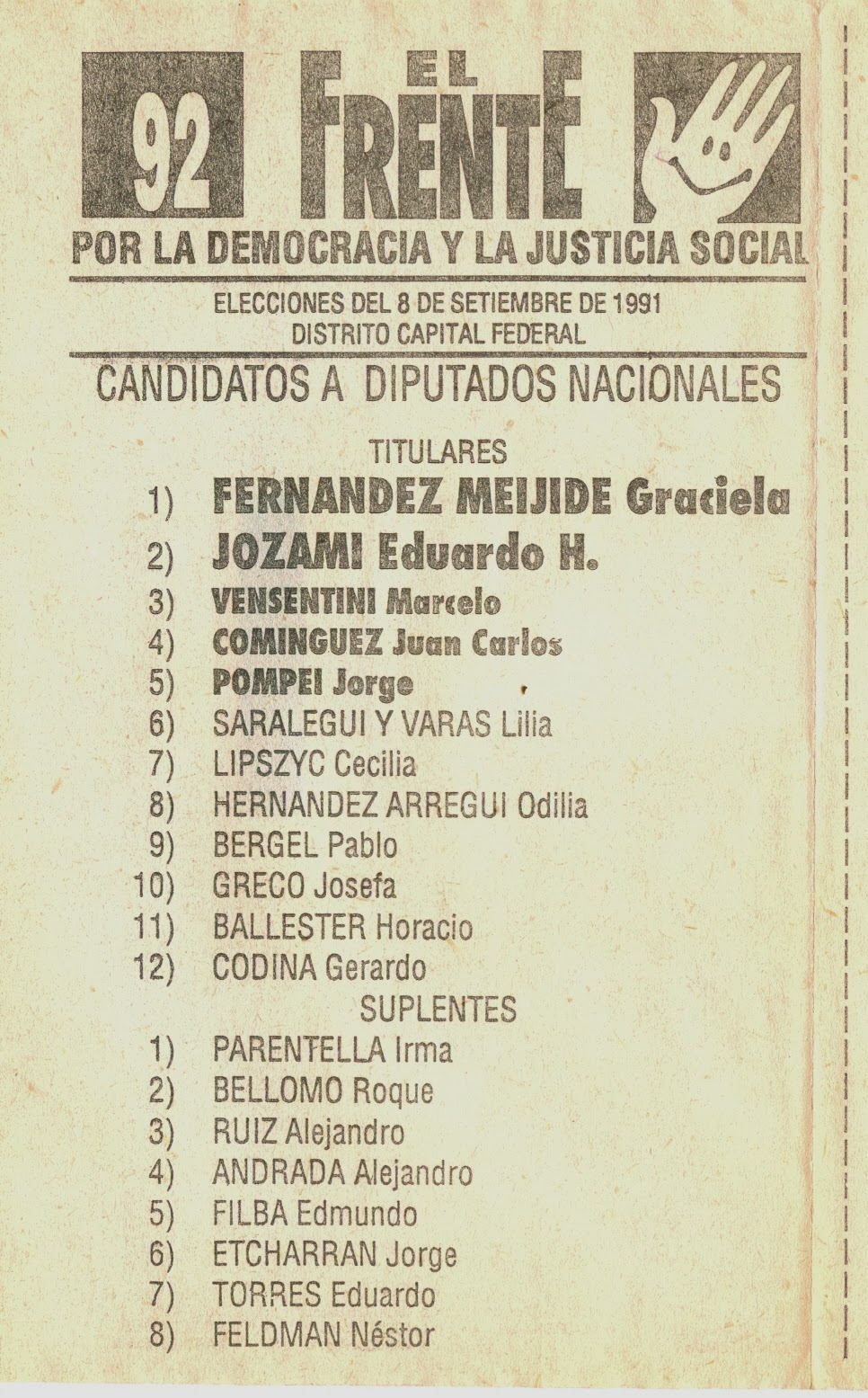
Frente para la Democracia y la Justicia Social
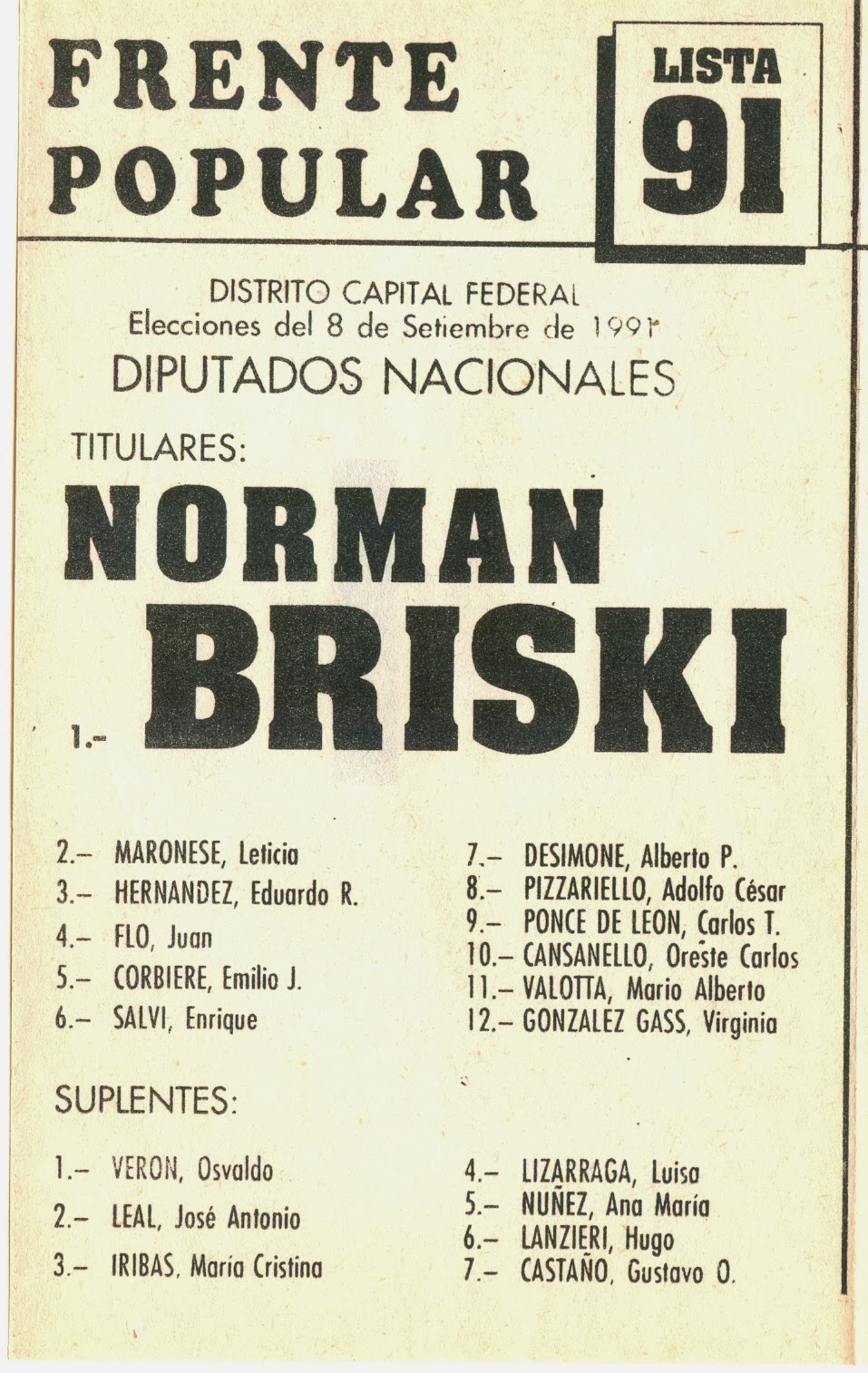
Frente Popular
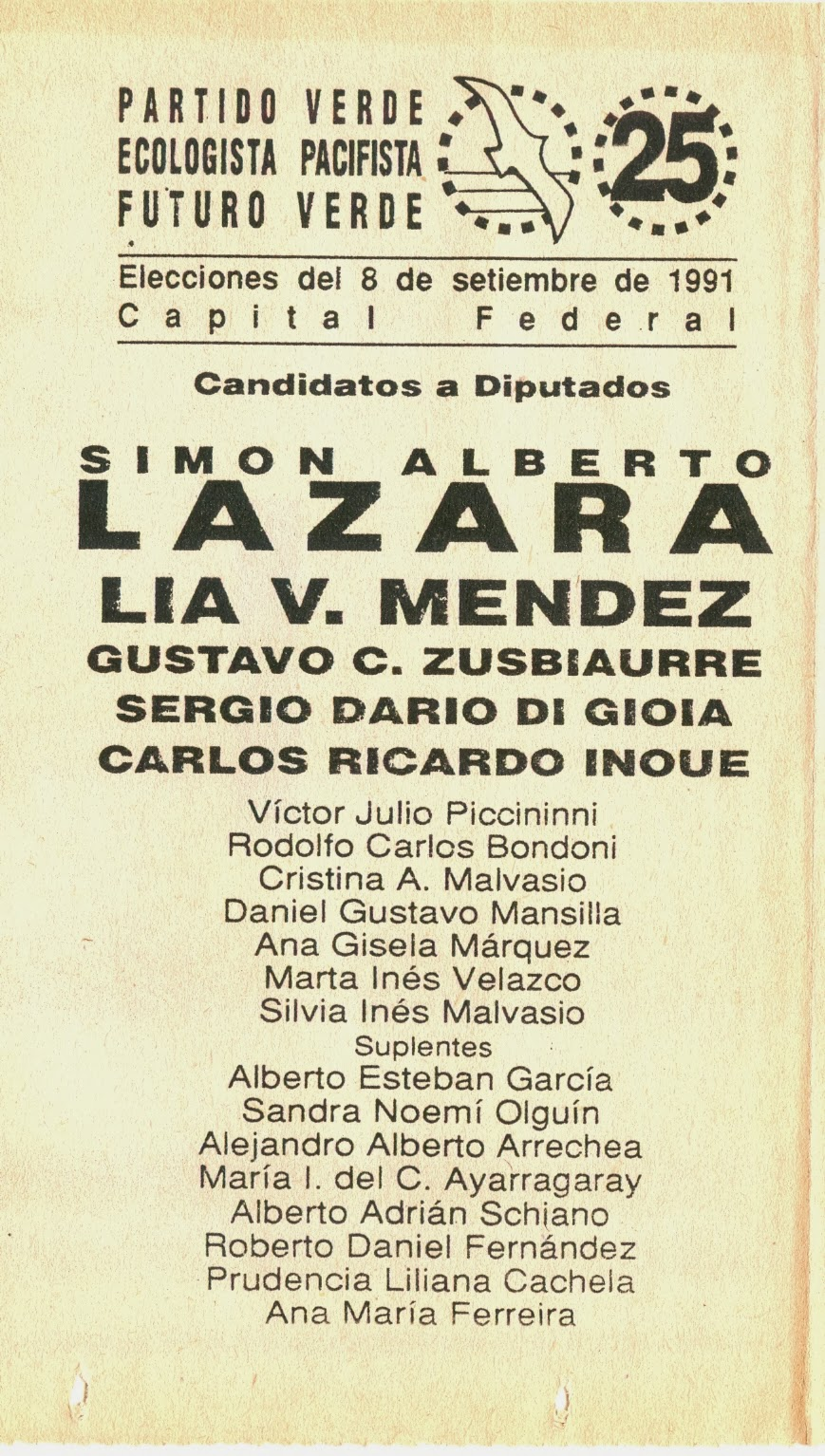
Partido Verde Ecologista Pacifista
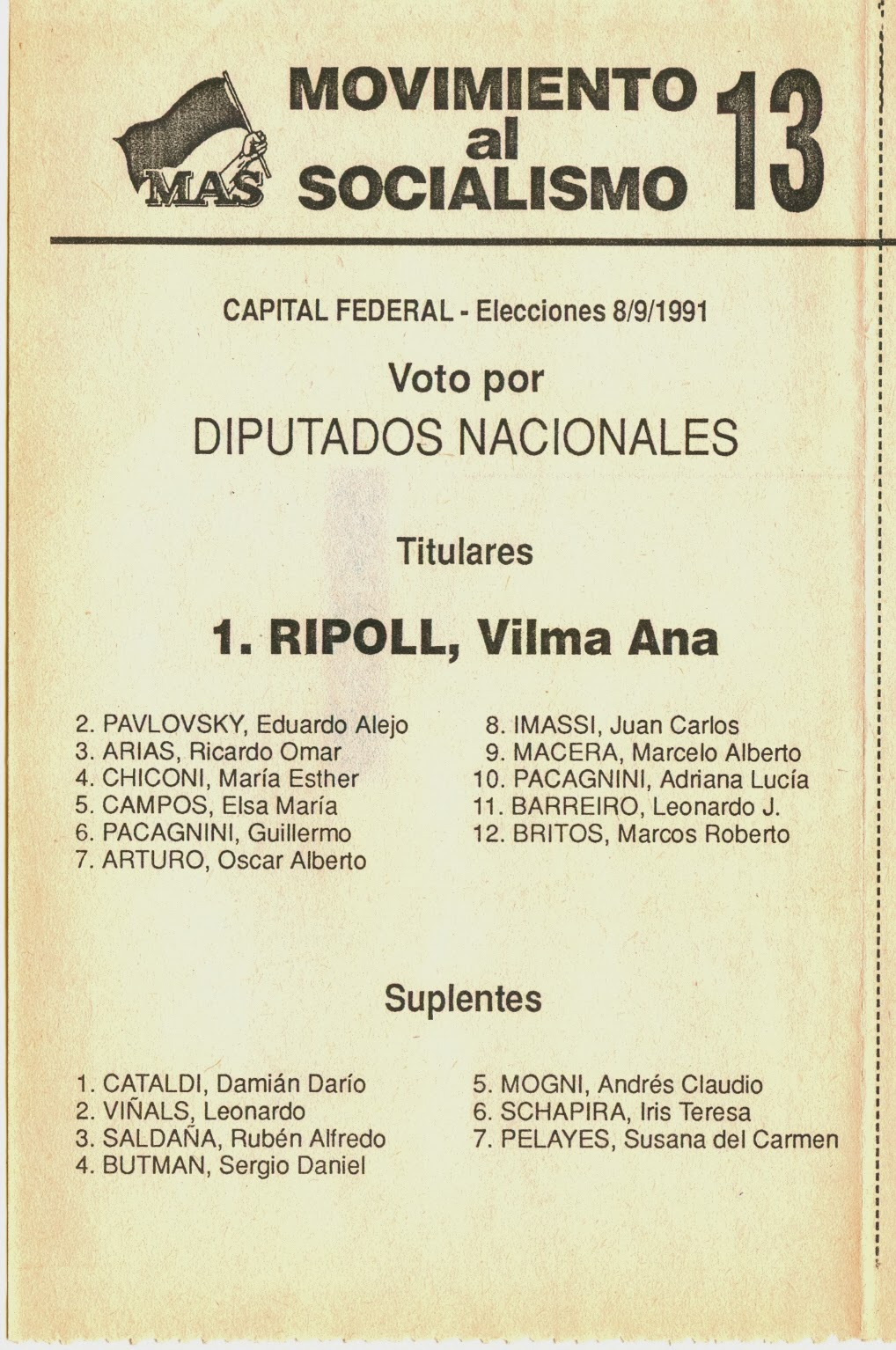
Movimiento al Socialismo
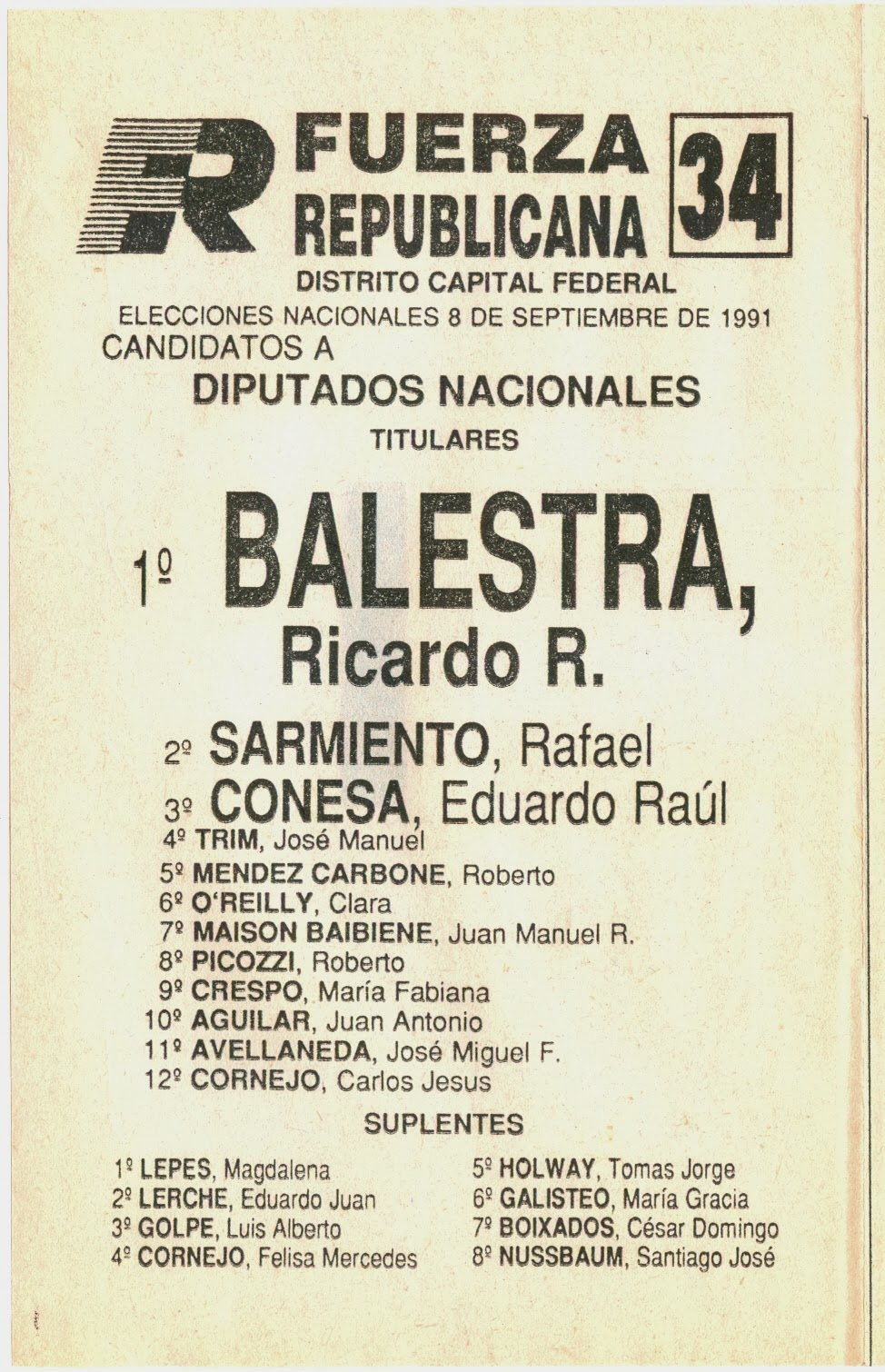
Fuerza Republicana
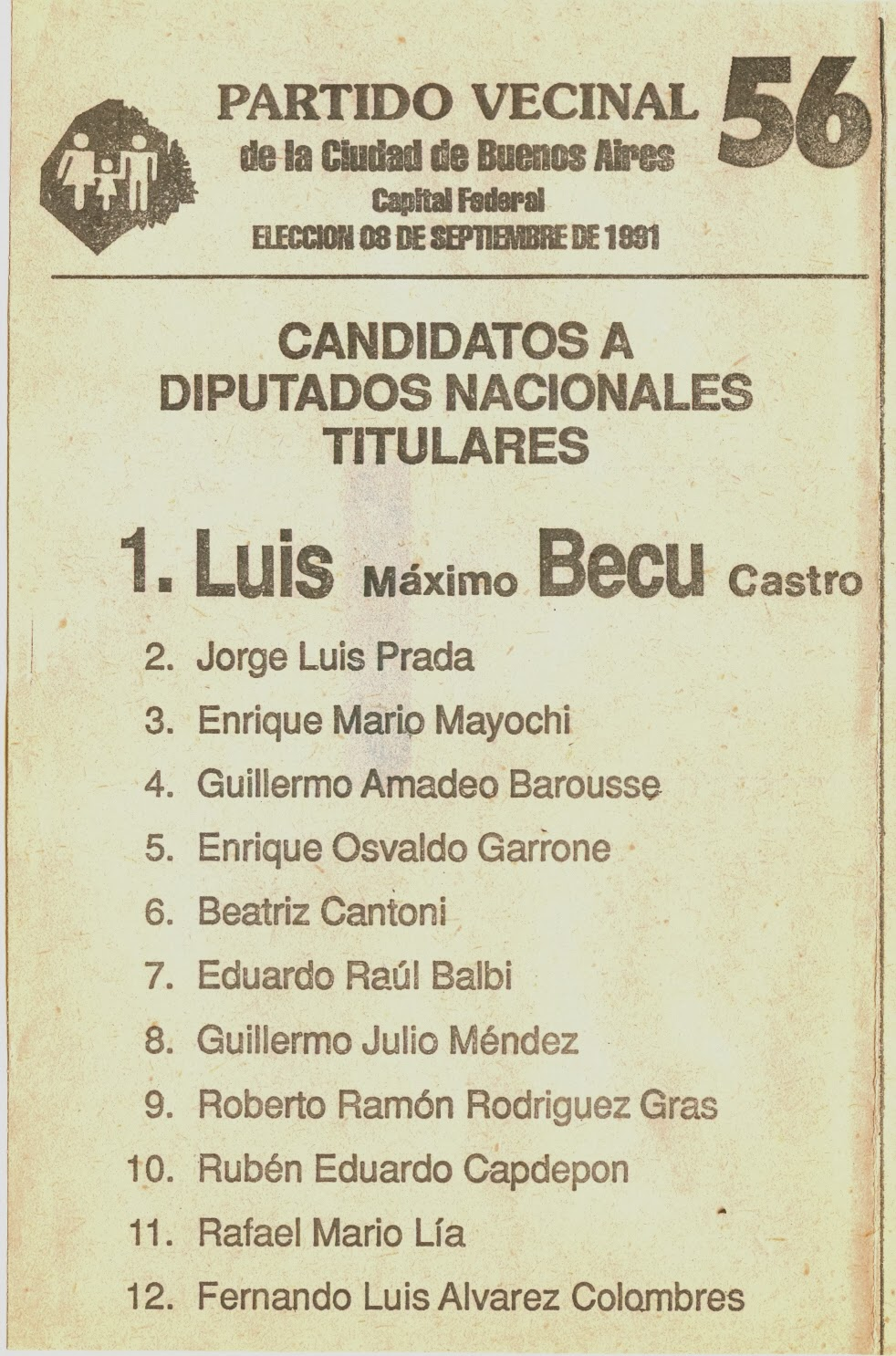
Partido Vecinal
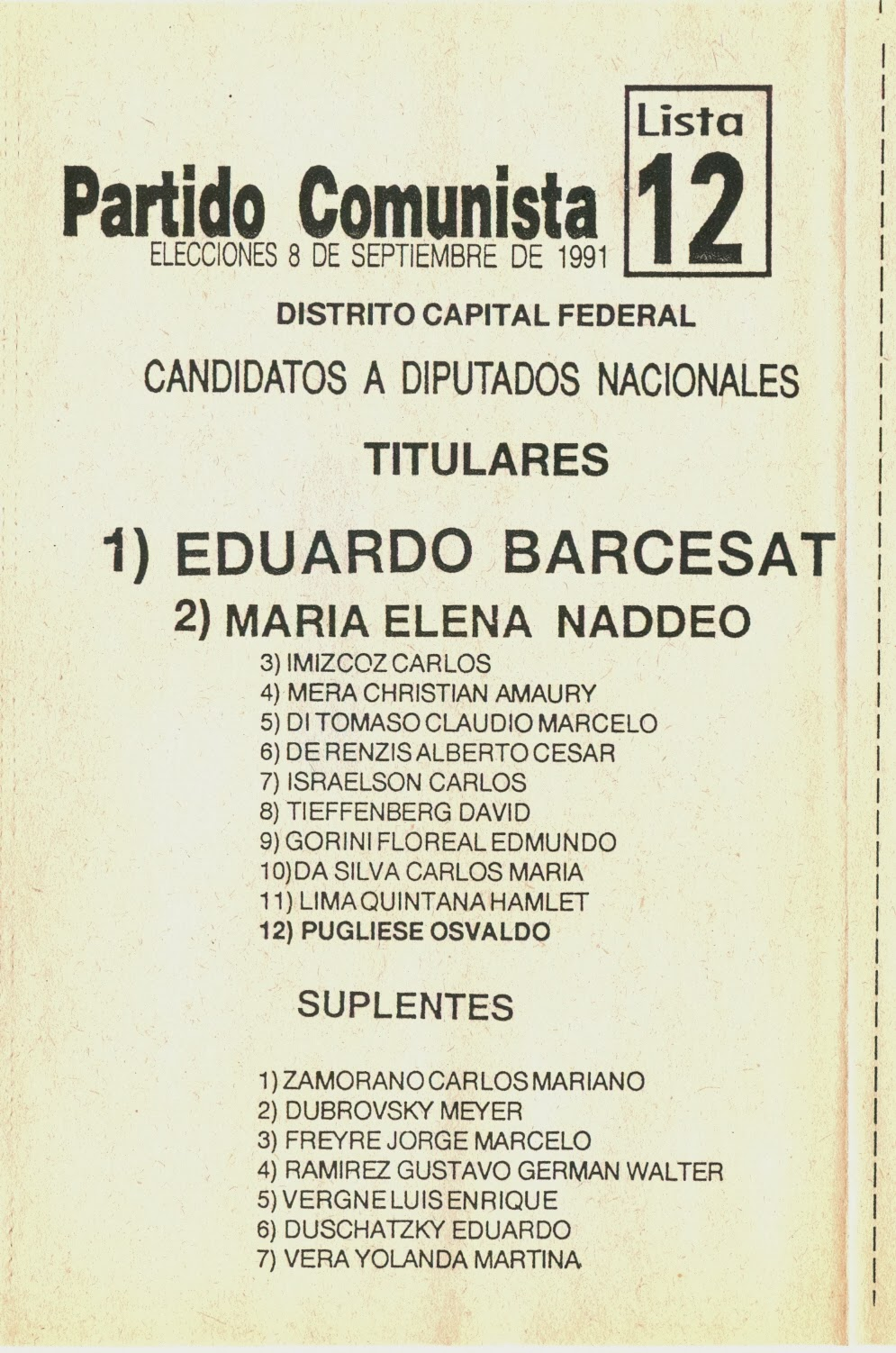
Partido Comunista
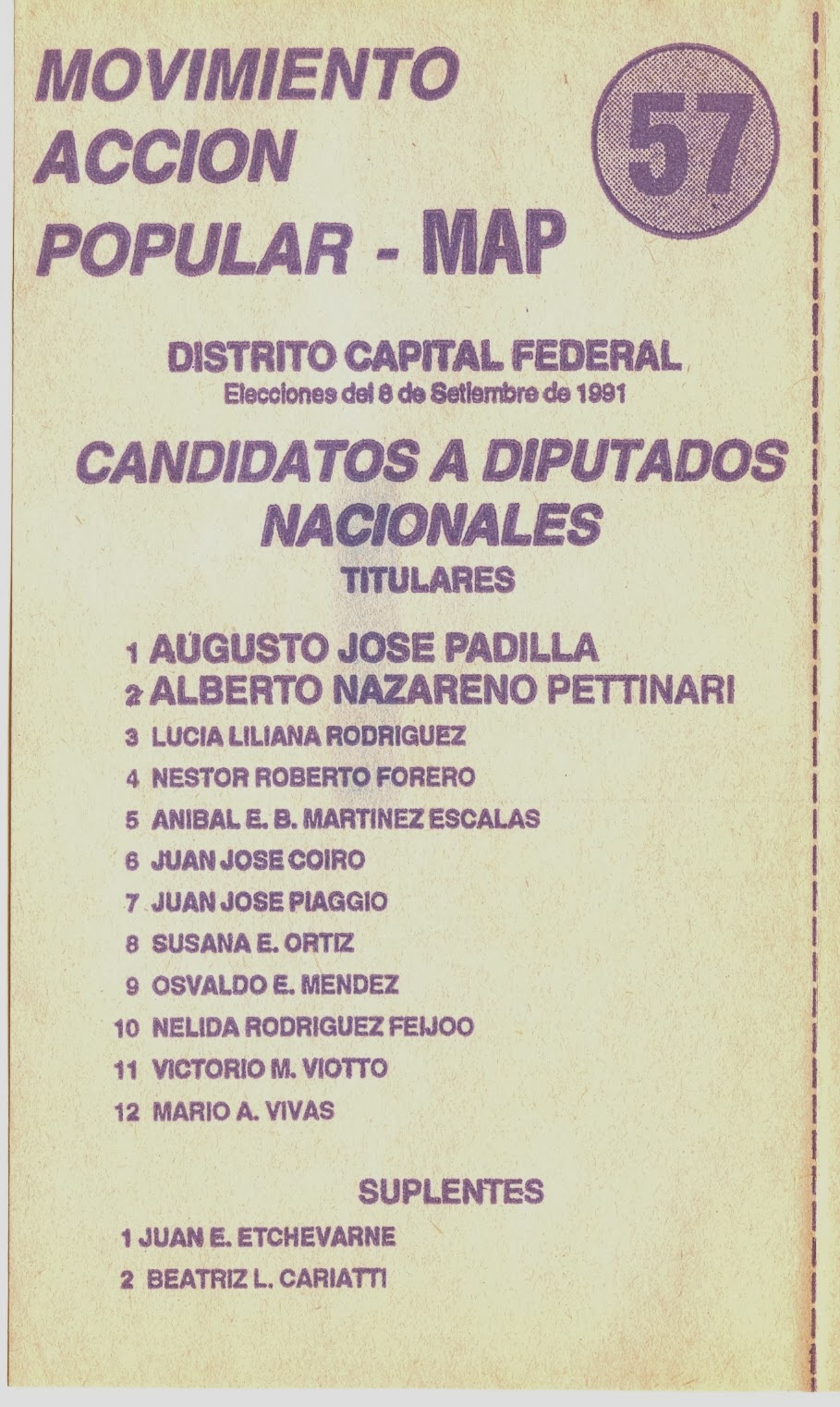
Movimiento Acción Popular
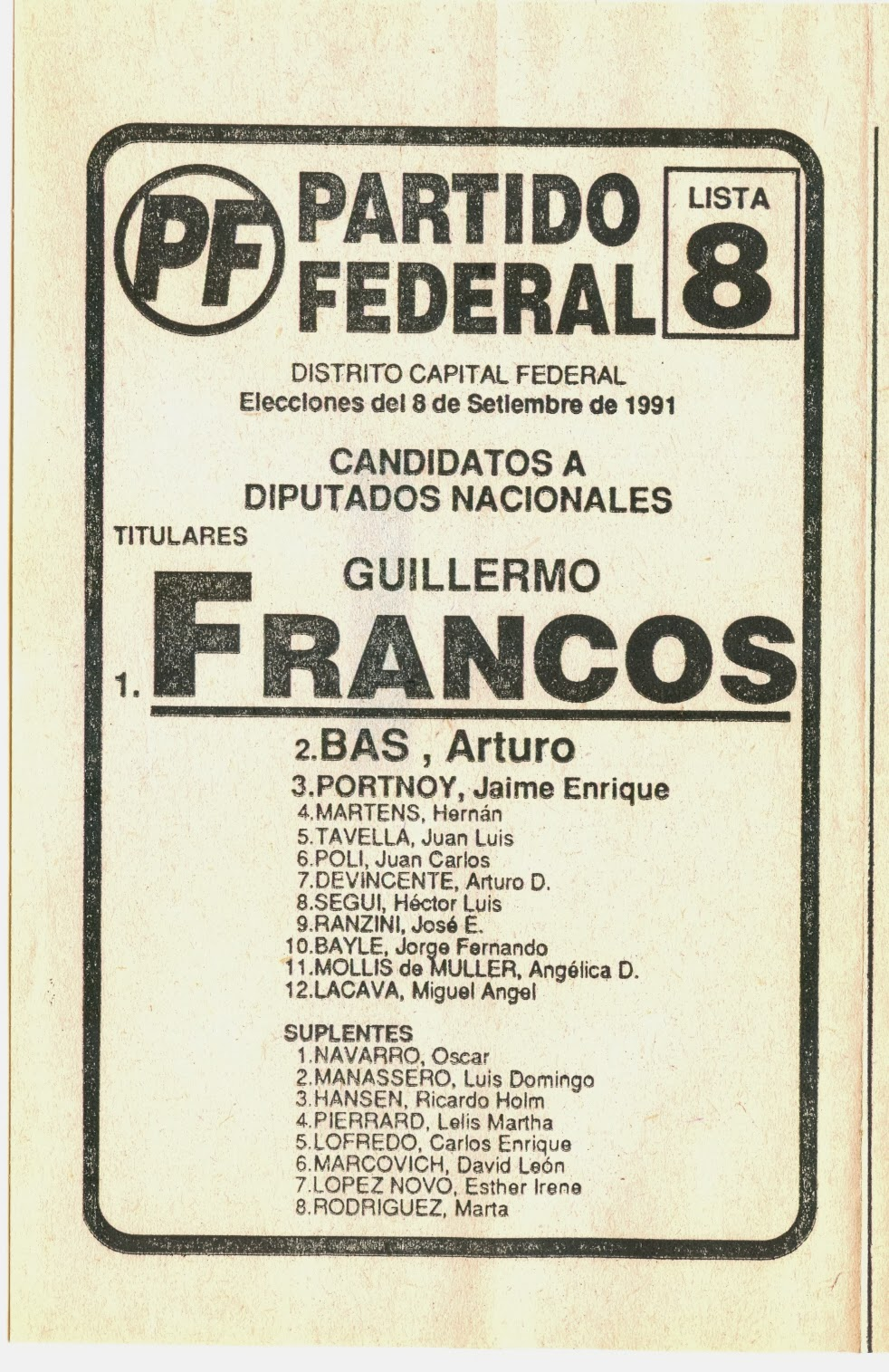
Partido Federal
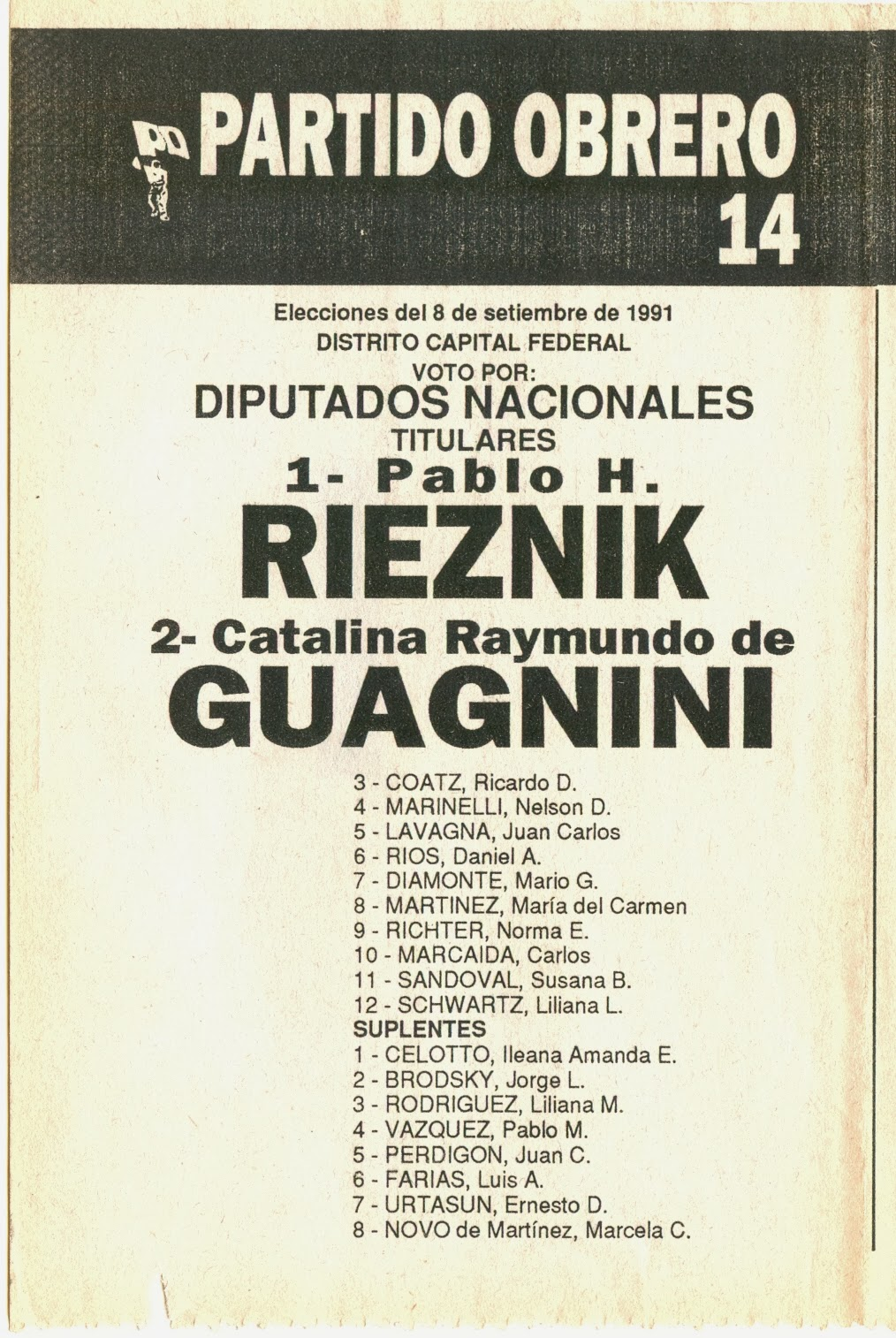
Partido Obrero
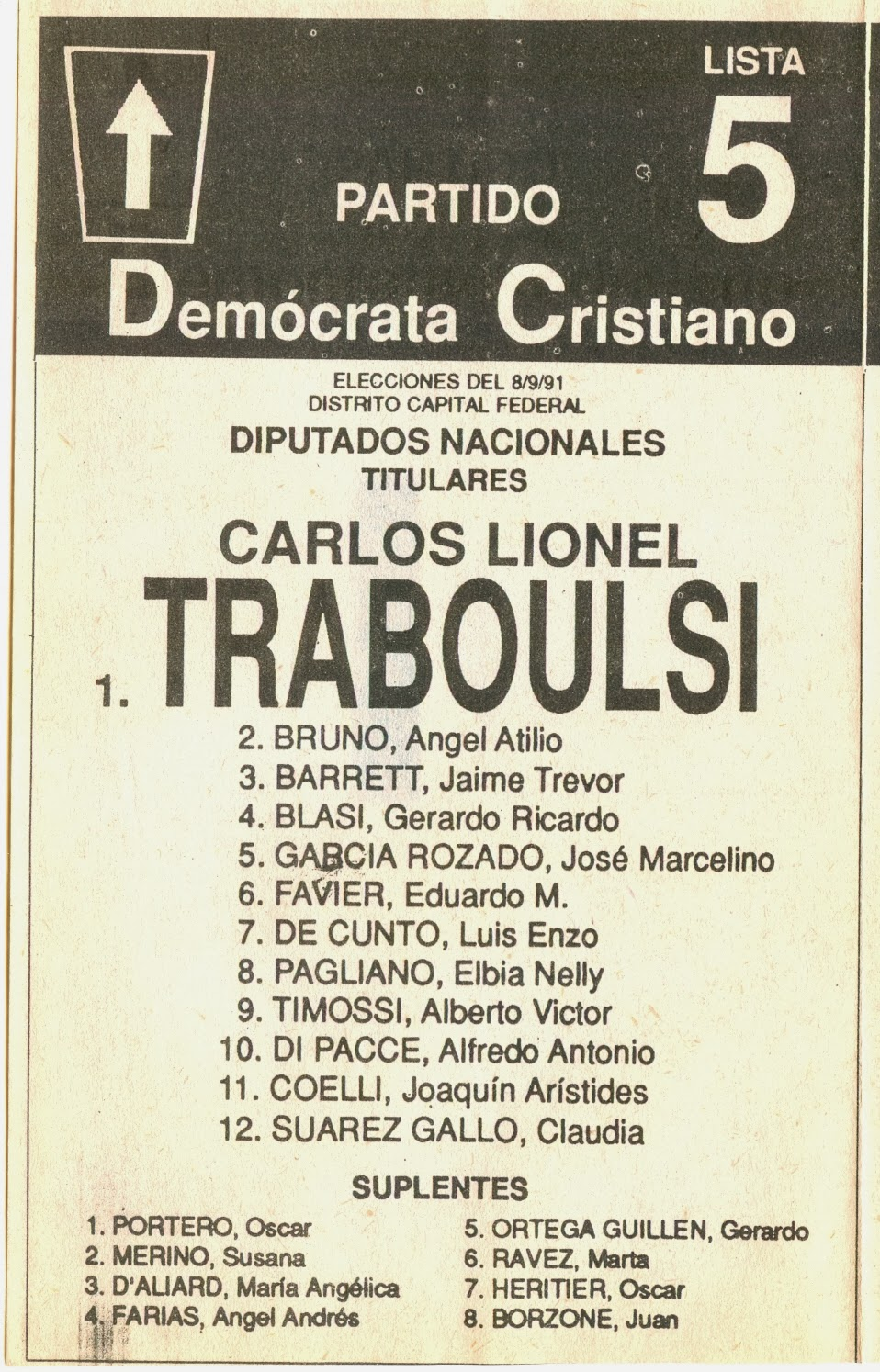
Partido Demócrata Cristiano
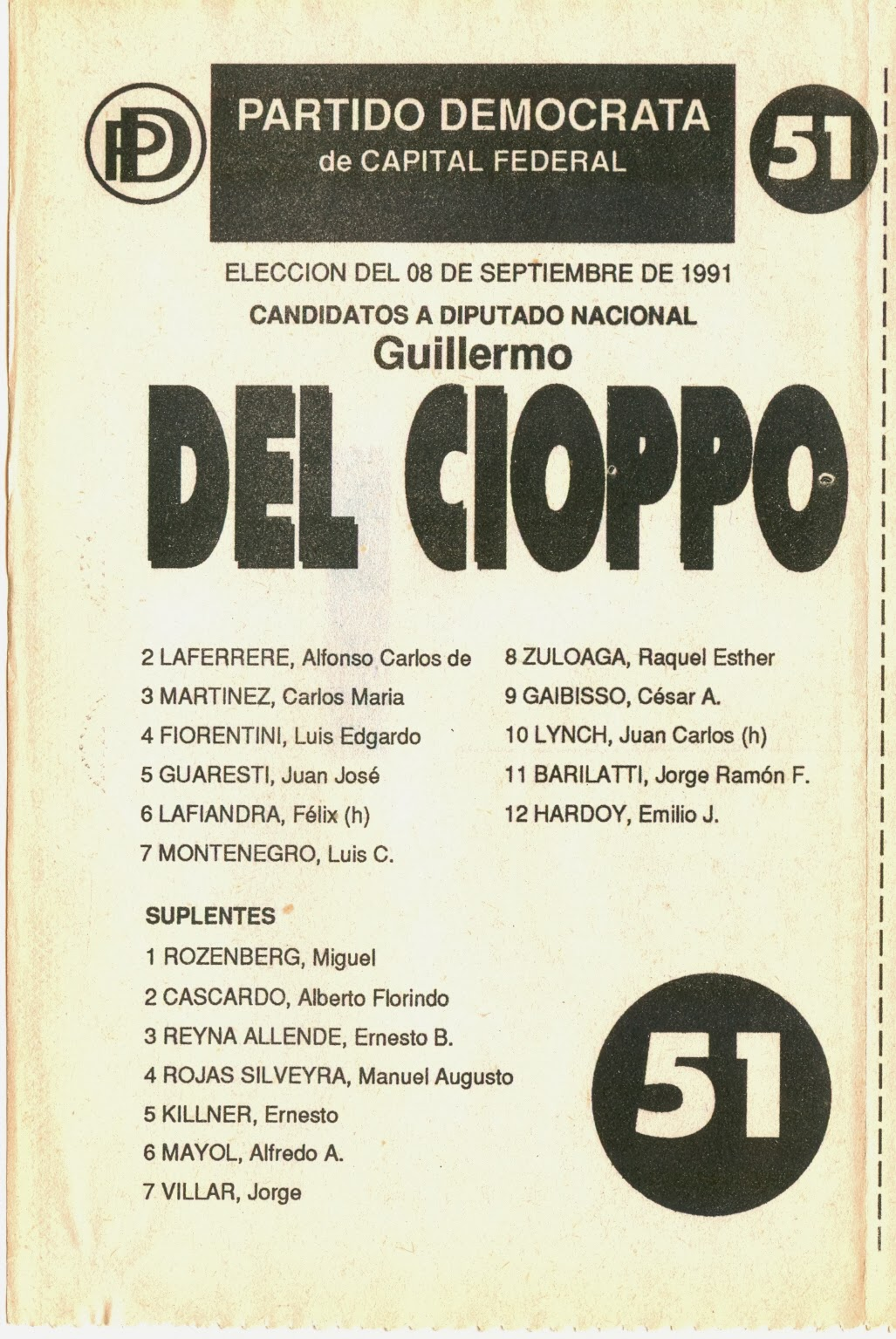
Partido Demócrata
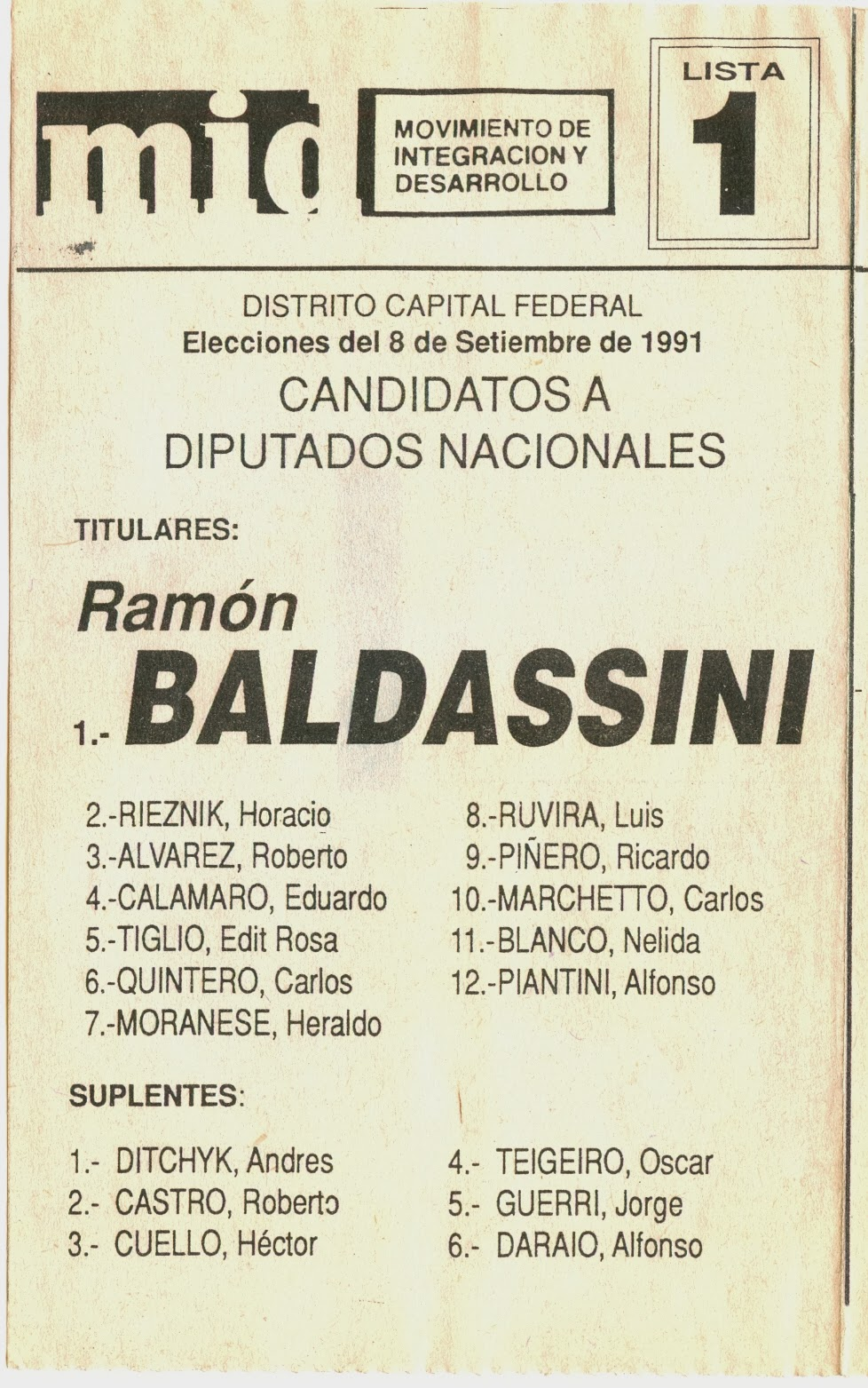
Movimiento de Integración y Desarrollo
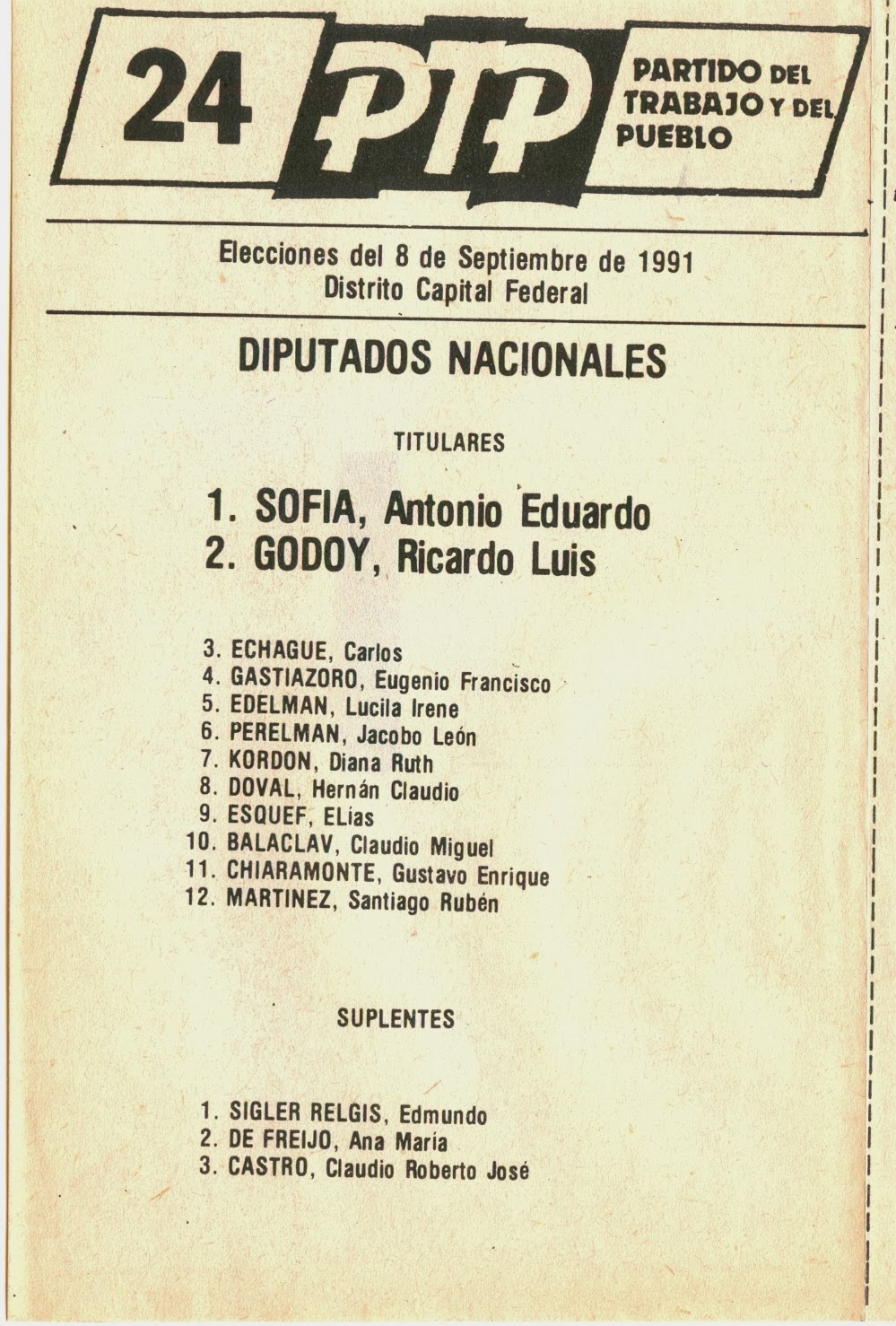
Partido del Trabajo y del Pueblo
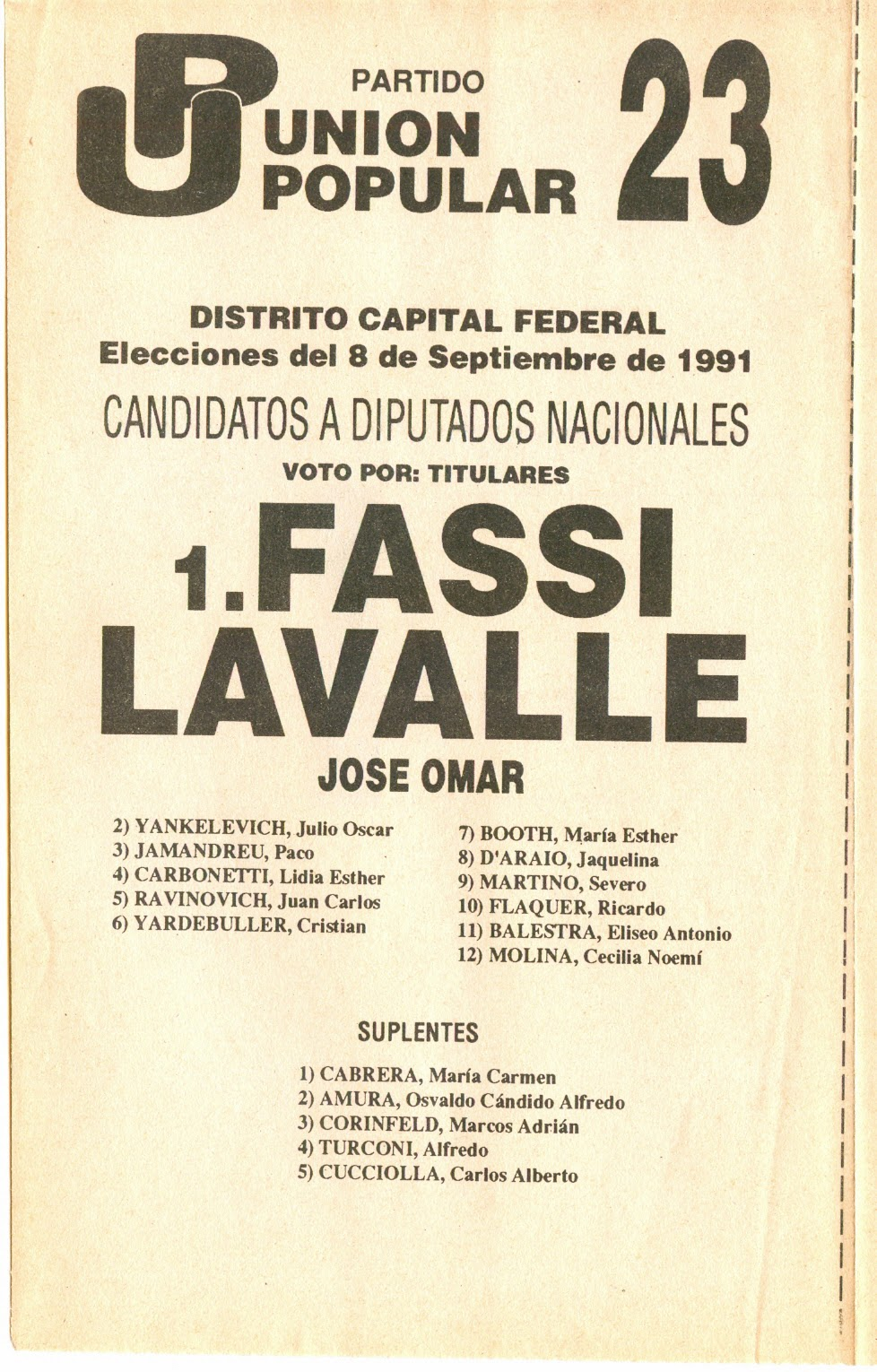
Unión Popular
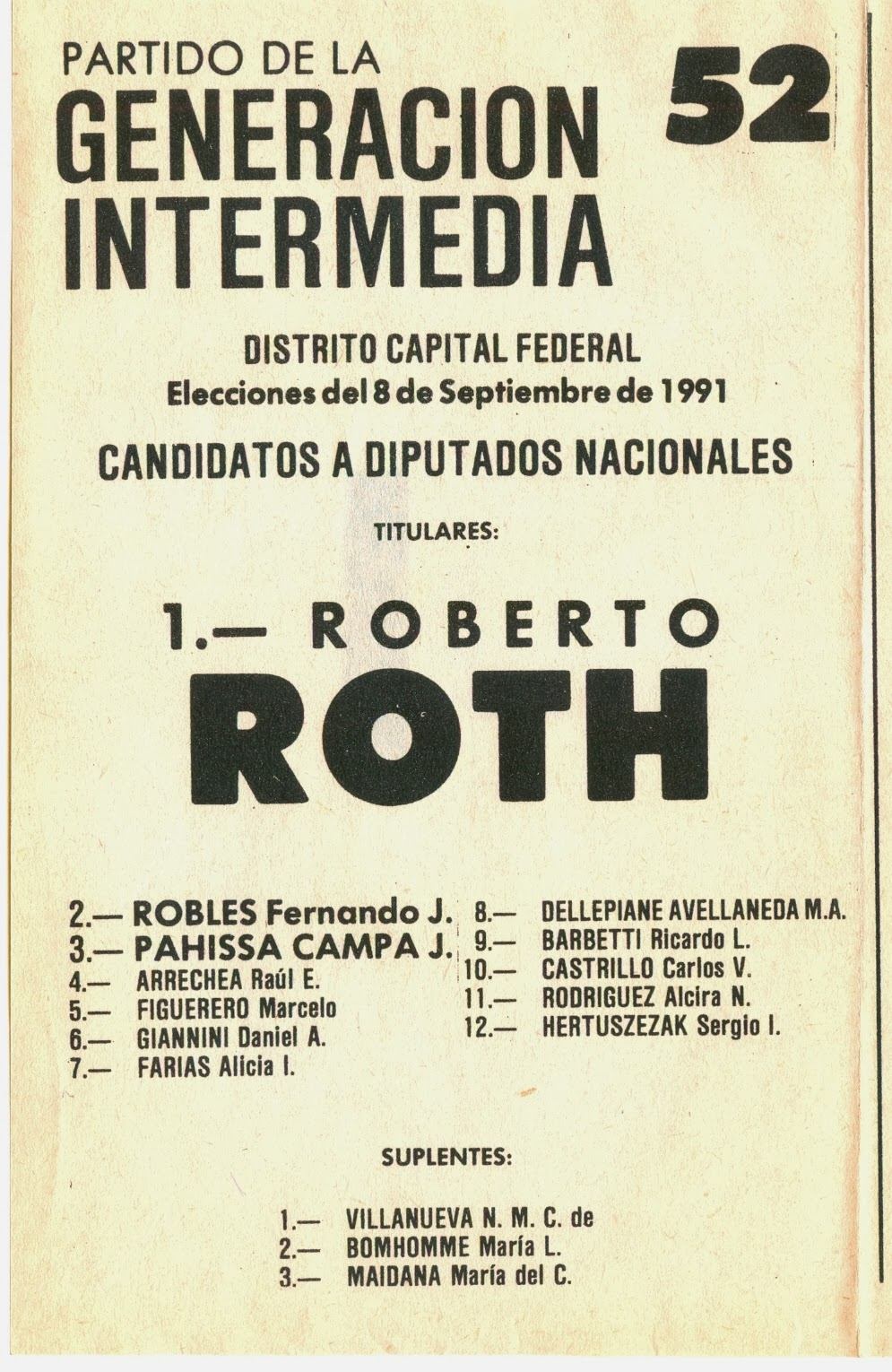
Partido de la Generación Intermedia